# Sang i diners
Sang i diners (títol original: D'argent et de sang) és una sèrie de televisió francesa dramàtica de thriller criminal de Xavier Giannoli, adaptada del llibre homònim publicat el 2018 per Fabrice Arfi, periodista de Mediapart, sobre fraus de l’IVA sobre quotes de carboni que es van produir a França entre el 2008 i el 2009. La sèrie consta de 12 episodis i es va emetre entre entre 16 d’octubre de 2023 i 19 de febrer de 2024 al Canal+, després de ser presentada a tot el món a la Mostra de Venècia el 2023. Pot veure's a Filmin subtitulada en català.

## Sinopsi
Alain Fitoussi i Bouli, dos petits delinqüents de Belleville (París), es reuneixen i s'alien amb Jérôme Attas, un comerciant dels barris bons, per organitzar i iniciar econòmicament un frau de l’IVA en quotes de carboni: en un mercat d’intercanvi financer informàtic de quotes de carboni portat per la companyia sobrecarregada de la companyia, compren els drets de contaminació per revendre'ls finalment amb impostos a través de les empreses de palla, fent que el Caisse des Dépôts no es fixi en l'IVA avançat a l'Estat. S’enfronten a Simon Weynachter, Magistrat de duanes. Jérôme Attias és menyspreat pel seu padrastre Ilan Frydman, que ha tingut èxit en els negocis i és una figura respectada en el seu entorn. Busca demostrar a la seva família que pot tenir cuira de si mateix, siguin quins siguin els mitjans. Ell perd el contacte amb la realitat, intoxicat pel poder a causa dels diners fàcils com a expansió de la estafa.

## Repartiment principal[4][10]
- Vincent Lindon com a Simon Weynachter
- Niels Schneider com a Jérôme Attias
- Ramzy Bardia com Alain Fitoussi
- Judith Chemla com Annabelle Attas-Frydman
- David Ayala com Bouli
- Olga Kurylenko com a Julia
- Yvan Attal com a Anton Zagagury
- André Marcon com Ilan Frydman
- Victoire Du Bois com a Émilie Weynachter
- Matthias Jacquin com Thomas Laffin
- Lyes kaouh com kallil
- Michaël Abiteboul com a germà Bouli